# Špiljice kod mola od Orašca
Špiljice kod mola od Orašca este o arie protejată (sit de importanță comunitară — SCI) din Croația întinsă pe o suprafață de 0,78 ha, integral marine.

## Localizare
Centrul sitului Špiljice kod mola od Orašca este situat la coordonatele 42°41′44″N 18°00′19″E / 42.69563°N 18.005404°E.

## Înființare
Situl Špiljice kod mola od Orašca a fost declarat sit de importanță comunitară în iulie 2013 pentru a proteja un număr necunoscut de specii din flora spontană și fauna sălbatică aflate în arealul zonei.

## Biodiversitate
Situată în ecoregiunea marină mediteraneană, aria protejată conține 1 habitat natural: Peșteri marine scufundate complet sau parțial.
La baza desemnării sitului se află un număr nedeclarat de specii protejate.